# Castello De Sanctis
Das Castello De Sanctis ist die Ruine einer Höhenburg an den Hängen des Monte Morrone oberhalb des Ortskerns der italienischen Gemeinde Roccacasale in der Provinz L’Aquila.

## Geschichte

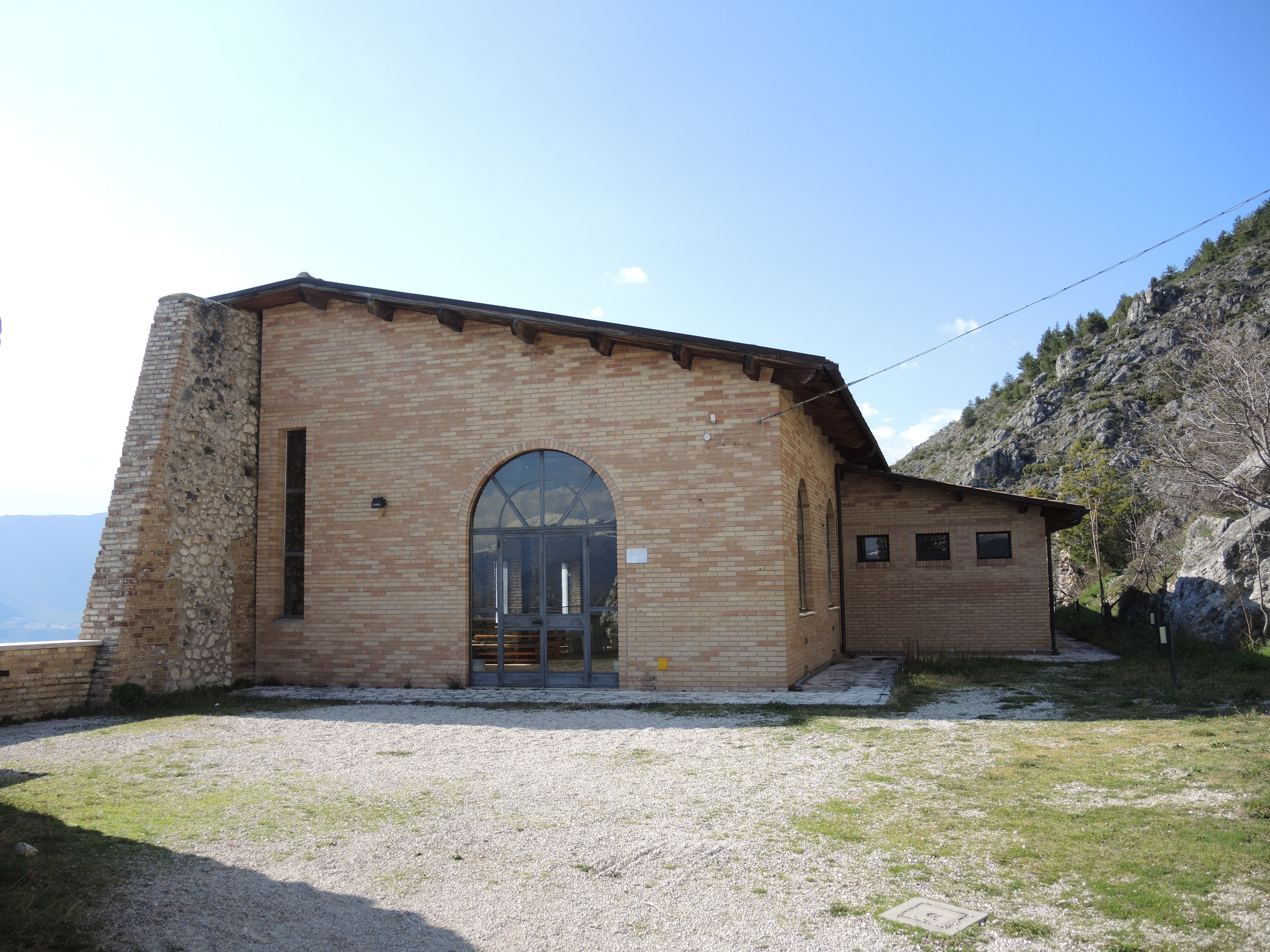
Museum der Dokumentation und der Volkstraditionen

Die Überlieferung berichtet, dass die Burg im Jahre 925 von den Grafen von Spoleto erbaut worden sei, um den Eingang zum  Val di Sangro und zum Altipiano delle Cinquemiglia zu kontrollieren. Durch das Mittelalter und die Renaissance hindurch war die Burg unter der Kontrolle der Familie Cantelmo, um vom Ende des 16. Jahrhunderts bis 1803 im Besitz der Barone De Sanctis zu sein. Dann wurde sie von den Franzosen zerstört.
Von 1994 bis 1996 ließ die Gemeinde Roccacasale die Burg restaurieren, wobei sie sich sowohl um den Fußweg zur Burg als auch um die Reste kümmerte und darüber hinaus um die Errichtung eines Gebäudes, das seit 2004 das Museo della Documentazione e delle Tradizioni Popolari beherbergt.

## Beschreibung
Die Burg beherrscht die Straße von Popoli nach Sulmona. Sie ist eine typische, eingefriedete Burg, ähnlich vielen anderen auf der Hochebene von Navelli, wie z. B. dem Castello di San Pio delle Camere, dem Castello di Barisciano oder dem Castello di Fossa. Der Grundriss der Mauern ist dreieckig und auf der oberen Seite des Dreiecks gibt es eine Strebe mit trapezförmigem Grundriss, die teilweise zusammengebrochen ist. Der Eingang zur Burg, der an der unteren Seite des Dreiecks sitzt, die zur Siedlung hin schaut, wird durch einen Turm mit quadratischem Grundriss ohne Innenseite beherrscht.
Im Unterschied zu den anderen eingefriedeten Burgen der Provinz L’Aquila finden sich in Roccacasale auch Reste eines Baronspalastes, die die Nutzung der Burg nicht nur in Zeiten der Gefahr für die Siedlung, die sie verteidigte, bezeugen. Die fortgesetzte Existenz der Burg ist auch durch andere Reste belegt, die sich innerhalb der Einfriedung befinden, wie eine Zisterne und Fundamente weiterer Wohngebäude.